# Épenoy
Épenoy ist eine französische Gemeinde mit 643 Einwohnern (Stand: 1. Januar 2022) im Département Doubs in der Region Bourgogne-Franche-Comté.

## Geographie
Épenoy liegt auf 745 m über dem Meeresspiegel, drei Kilometer südöstlich von Valdahon und etwa 28 Kilometer südöstlich der Stadt Besançon (Luftlinie). Das Dorf erstreckt sich im Jura, auf einer Anhöhe auf dem Plateau von Valdahon, dem sogenannten ersten Plateau des Juras, nördlich der ersten höheren Juraketten.
Die Fläche des 13,25 km² großen Gemeindegebiets umfasst einen Abschnitt des französischen Juras. Der Hauptteil des Gebietes wird vom nur schwach reliefierten Hochplateau von Valdahon eingenommen, das durchschnittlich auf 720 m liegt. Es ist überwiegend von Acker- und Wiesland, teils auch von Wald bestanden. Das Plateau, geprägt durch verschiedene muldenartige Vertiefungen (Champ du Mont und Bois de Baremont), besitzt keine oberirdischen Fließgewässer, weil das Niederschlagswasser im verkarsteten Untergrund versickert. Nach Osten reicht der Gemeindeboden über die Anhöhe und die Wälder von Baremont bis in das Becken von Avoudrey. Im Nordosten erstreckt sich das Gemeindeareal auf den Höhenrücken des Grand Bois et Viard, auf dem mit 822 m die höchste Erhebung von Épenoy erreicht wird.
Nachbargemeinden von Épenoy sind Valdahon, Chevigney-lès-Vercel, Adam-lès-Vercel und Vercel-Villedieu-le-Camp im Norden, Avoudrey im Osten, Passonfontaine und Les Premiers Sapins mit Rantechaux im Süden sowie Étray im Westen.

## Geschichte
Im Mittelalter gehörte Épenoy zur Herrschaft Cicon. Eine Seitenlinie der Herren von Cicon, die sich d’Espenoy nannte, ließ im 14. Jahrhundert im Dorf ein Schloss bauen, das bis im 16. Jahrhundert bestand. Zusammen mit der Franche-Comté gelangte Épenoy mit dem Frieden von Nimwegen 1678 an Frankreich. Heute ist Épenoy Mitglied des Gemeindeverbandes Portes du Haut-Doubs.
Mit 1. Januar 2009 erfolgte eine Änderung der Arrondissementszugehörigkeit der Gemeinde. Bislang zum Arrondissement Besançon gehörend, kamen alle Gemeinden des Kantons zum Arrondissement Pontarlier.

## Sehenswürdigkeiten
Die Kirche Saint-Renobert erhielt ihre heutige Gestalt im toskanischen Stil beim Neubau im Jahr 1837 und wurde 1960 einer umfassenden Restaurierung unterzogen. Sie besitzt moderne Glasfenster mit abstrakten Motiven. An der Stelle des ehemaligen Schlosses steht heute ein Herrschaftshaus, in welches Bauteile aus dem 14. Jahrhundert integriert sind. Im Ortskern sind verschiedene Bauernhäuser im charakteristischen Stil der Franche-Comté aus dem 17. bis 19. Jahrhundert erhalten.

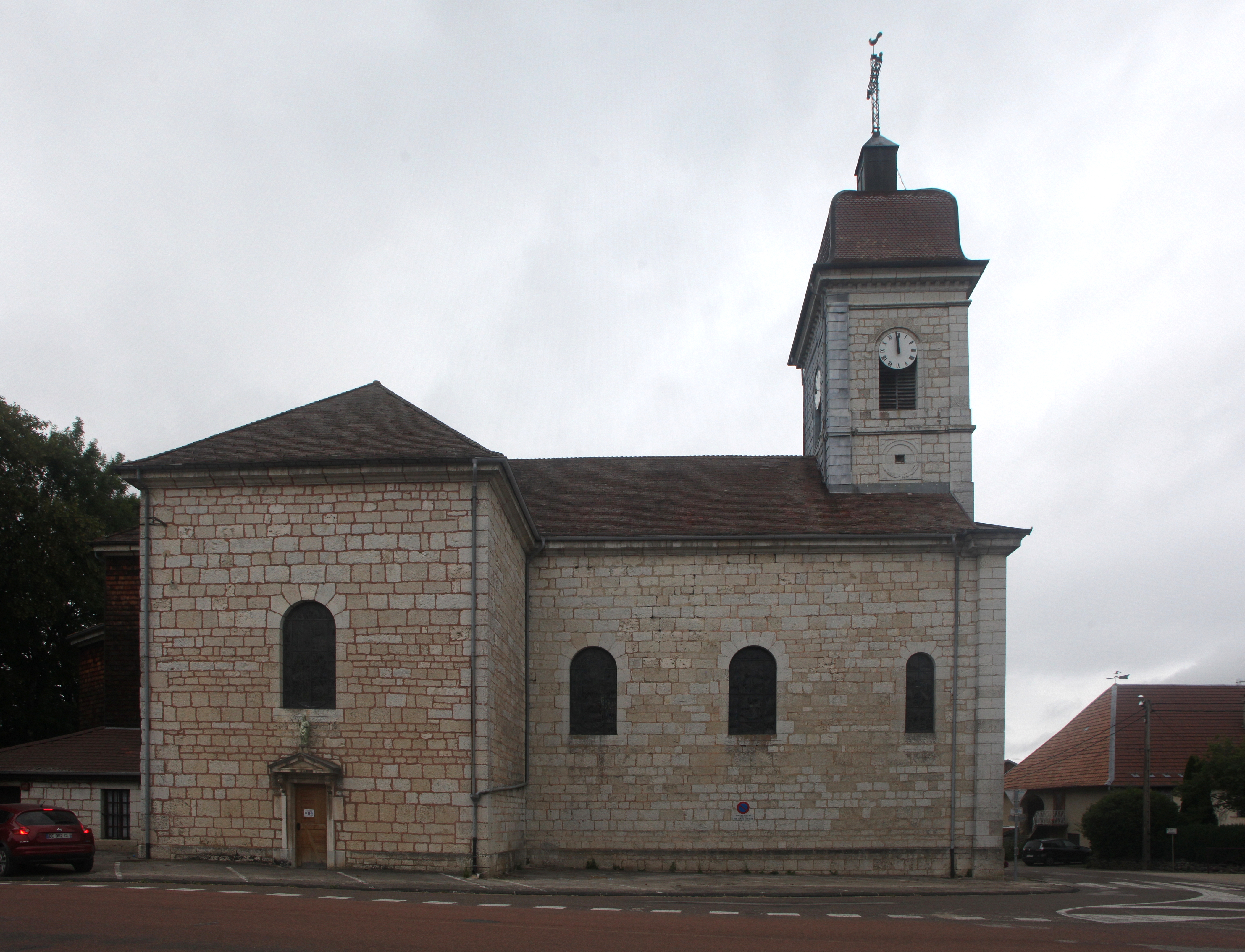
Kirche Saint-Renobert
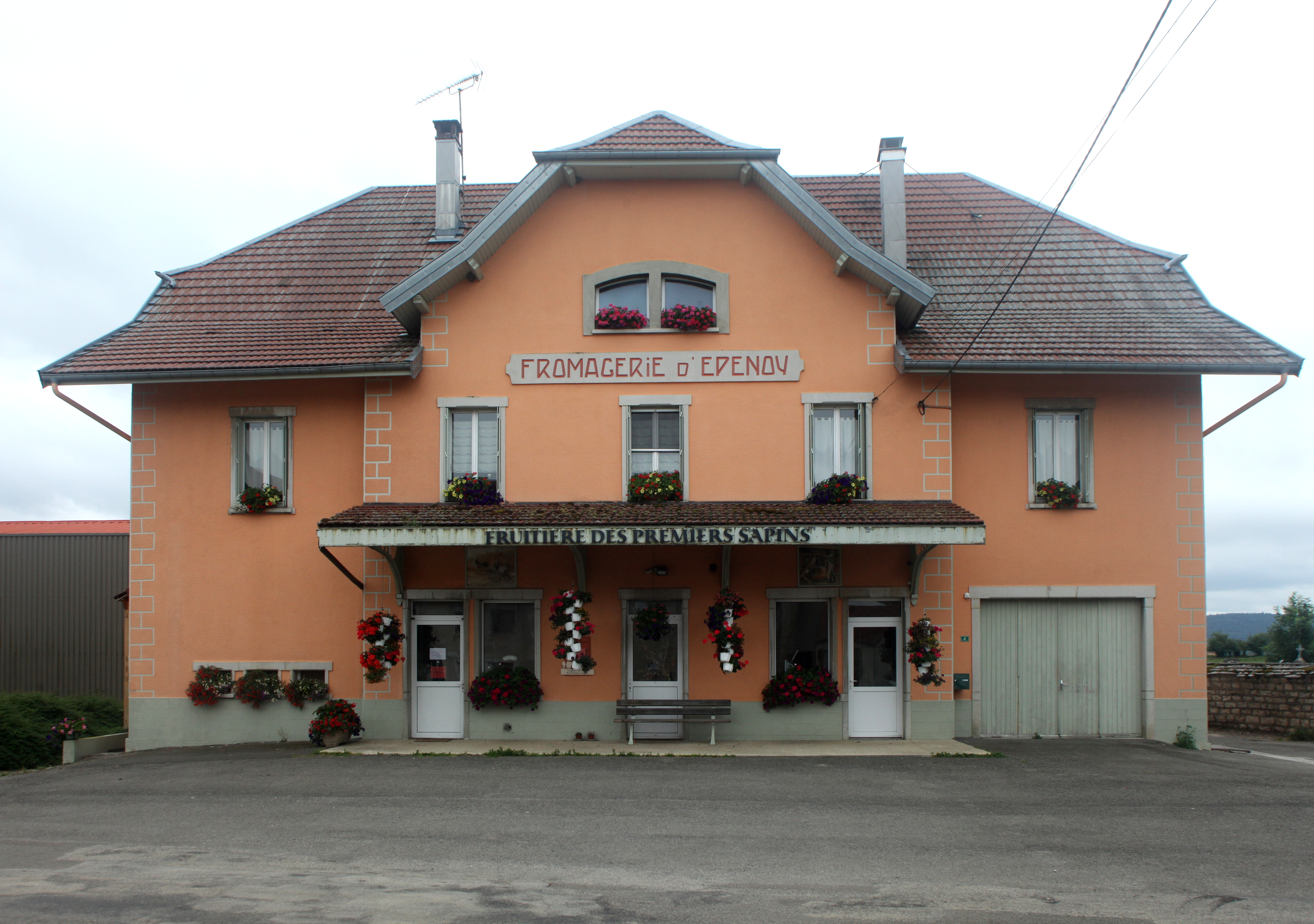
Käserei
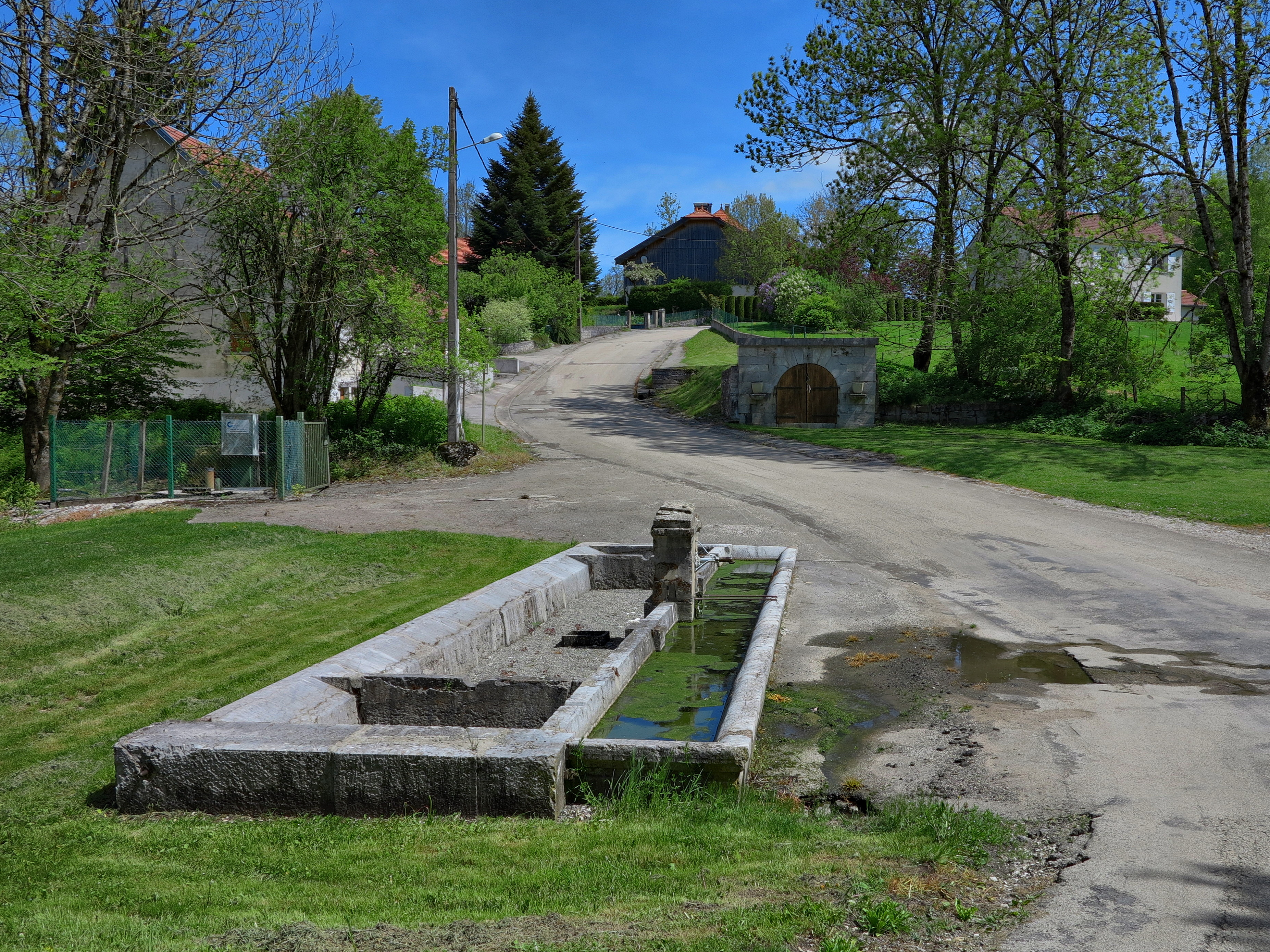
Ehemaliger Waschplatz und Viehtränke

## Bevölkerung
| Jahr                       | 1962 | 1968 | 1975 | 1982 | 1990 | 1999 | 2006 | 2016 |
| Einwohner                  | 396  | 428  | 414  | 426  | 407  | 458  | 546  | 631  |
| Quellen: Cassini und INSEE |      |      |      |      |      |      |      |      |

Mit 643 Einwohnern (1. Januar 2022) gehört Épenoy zu den kleinen Gemeinden des Départements Doubs. Nachdem die Einwohnerzahl in der ersten Hälfte des 20. Jahrhunderts abgenommen hatte (1886 wurden noch 519 Personen gezählt), wurde seit Beginn der 1990er Jahre wieder ein deutliches Bevölkerungswachstum verzeichnet.

## Wirtschaft und Infrastruktur
Épenoy war bis weit ins 20. Jahrhundert hinein ein vorwiegend durch die Landwirtschaft (Ackerbau, Obstbau und Viehzucht) geprägtes Dorf. Daneben gibt es heute einige Betriebe des lokalen Kleingewerbes, vor allem Handwerksbetriebe und Geschäfte des Einzelhandels. Mittlerweile hat sich das Dorf auch zu einer Wohngemeinde gewandelt. Viele Erwerbstätige sind Wegpendler, die in den größeren Ortschaften der Umgebung ihrer Arbeit nachgehen.
Die Ortschaft ist verkehrstechnisch gut erschlossen. Sie liegt nahe der Hauptstraße D461, die von Besançon nach Morteau führt. Weitere Straßenverbindungen bestehen mit Valdahon, Étray, Nods, Rantechaux und Passonfontaine.

## Persönlichkeiten
- Jacques Bouveresse (1940–2021), Philosoph